# Абакумово (Старицкий район)
Абакумово — деревня Корениченского сельского округа в Старицком районе Тверской области, в 8 км от деревни Кореничено, в 18 км от города Старицы. Расположена в низине, недалеко от реки Неклюдовки. Берега реки топкие, течение быстрое, имеются омуты. Почва вокруг деревни подзолистая, глинистая.

## История
В 1859 году Абакумово — владельческое село в составе Прасковьинской волости Старицкого уезда. В селении было 13 хозяйств, проживали 137 человек (71 мужчина и 66 женщин).
Данные за 1886 г.: в Абакумово — 26 крестьянских хозяйств, 145 жителей (80 мужчин и 65 женщин), 3 пруда со стоячей водой, 4 колодца. Вокруг деревни располагаются небольшие низины, покрытые осотом и водой, в некоторых местах растёт бредняк. В 1 версте от поселения на сухом месте находится смешанный (с преобладанием берёзы) лес.
Крестьяне — бывшие владельческие помещиц А. К. Губановой (23 ревизские души и столь же земельных наделов) и Фиглёвой (29 ревизских душ при 23 земельных наделов). Пять крестьян-собственников, получившие землю по наследству, имеют при сельце 13 десятин. Усадебная крестьянская пашня в трёх полях делится на 3024 полосы. Сеют горох, лён, сажают овощи.
Для отопления избы и овина крестьяне прикупают дрова — на 3 руб. в год на домовладельца. Все избы деревянные, крыты чаще всего соломой, в три посада. Крестьяне иногда нанимают вольного учителя для обучения своих детей, но чаще посылают их учиться в с. Покровское в земскую школу.
В 1919 году в д. Абакумово было 36 крестьянских хозяйств, в которых проживали 243 человека (116 мужчин и 127 женщин).
Данные за 1926 г.: д. Абакумово входит в состав Старицкой волости Абакумовского сельсовета. Число хозяйств крестьянского типа — 35, в них 152 жителя (66 мужчин и 86 женщин). Кроме того, живут на стороне 30 человек (20 мужчин и 10 женщин). Селение землеустроено в 1925 г. За ним закреплено 245,12 десятины земли: пашни — 100,99; леса (кустарника) — 52,78; сенокоса — 35,36; прочих угодий — 55,99. Вся пахотная земля разделена на участки. В селении имеется инвентарь: 2 бороны, 1 веялка, 1 косилка, 7 железных плугов, а также деревянные плуги и бороны. Некоторые крестьяне устраиваются водниками в г. Ленинграде. В местном промысле работают 2 бондаря, 2 коромысльщика и 1 шорник.
В 1931 году на сельском сходе был организован колхоз «Красный Абакумовец».
В 1936 году к деревне Абакумово был присоединён ликвидированный хутор Абакумовский. По Всесоюзной переписи 1937 года в д. Абакумово — 174 жителя, к колхозе «Красный Абакумовец» — 30 крестьянских хозяйств.
В 1939 году в деревне было 126 человек и 30 жилых строений.
В 1950 году селение — часть Стегнишенского сельского совета, население — 82 человека, хозяйств — 26. В этом же году произошло объединение колхозов «Смычка» (д.д. Новоселье, Степанцево, Ново - Теличено и Неклюдово), «Красный Абакумовец» (д. Абакумово) и «Богатырь» (д. Лединниково) в колхоз «Смычка» с центром в д. Новоселье. 27 июля на общем собрании членов нового колхоза был принят устав сельскохозяйственной артели.
На 1 января 1960 г. в д. Абакумово были 16 хозяйств и 46 жителей.
В 1970 году селение Абакумово входило в состав Корениченского сельского совета, в деревне было 9 хозяйств, проживали 17 человек.
В 1989 году Абакумово — по-прежнему в составе Корениченского сельсовета, но нет хозяйств и жителей.
На 1 января 2005 г. в д. Абакумово нет хозяйств и жителей.

## Население
| 2008 | 2010 |
| ---- | ---- |
| 0    | →0   |